# Cailly (Seine-Maritime)
Cailly ist eine französische Gemeinde mit 736 Einwohnern (Stand: 1. Januar 2022) im Département Seine-Maritime in der Region Normandie. Sie gehört zum Arrondissement Rouen und zum Kanton Le Mesnil-Esnard (bis 2015: Kanton Clères). Die Einwohner werden Caillais genannt.

## Geographie
Cailly liegt etwa 18 Kilometer nordnordöstlich von Rouen. Umgeben wird Cailly von den Nachbargemeinden Esteville im Norden, Critot im Norden und Nordosten, Yquebeuf im Osten, La Rue-Saint-Pierre im Süden und Südosten, Saint-André-sur-Cailly im Süden sowie Saint-Germain-sous-Cailly im Westen.

## Bevölkerungsentwicklung
| 1962                      | 1968 | 1975 | 1982 | 1990 | 1999 | 2006 | 2013 |
| ------------------------- | ---- | ---- | ---- | ---- | ---- | ---- | ---- |
| 353                       | 333  | 500  | 640  | 685  | 739  | 736  | 735  |
| Quelle: Cassini und INSEE |      |      |      |      |      |      |      |

## Sehenswürdigkeiten
- Kirche Saint-Martin aus dem 13. Jahrhundert